# Poor Unfortunate Souls
Poor Unfortunate Souls to piosenka napisana do filmu Walta Disneya Mała Syrenka, w polskiej wersji śpiewana przez Urszulę. Utwór zarejestrowany został przez Pat Carroll (1988) i Jonas Brothers (2006 - jako ścieżka dźwiękowa do filmu).